# Синтез (футзальний клуб)
Футзальний клуб «Політехнік» або просто «Політехнік»  — український футзальний клуб з міста Кременчук Полтавської області, учасник чемпіонату СРСР з футзалу (1990—1991) чемпіонату України з футзалу (1992).

## Історія

### Турнір «Честь марки»
У 1989 році «Синтез» бере участь в одному з перших футзальних турнірів СРСР, організованому «Комсомольською правдою» і отримав назву «Честь марки». Клуб, який представляє Завод білково-вітамінних концентратів, стає єдиним українським колективом з 300 учасників турніру, який зумів пробитися до 12 найкращих команд країни. Фінальна частина турніру проходить 6-10 жовтня 1989 року в грузинському Поті. З огляду на негоду фінальні матчі вирішено проводити в залі, в той час як відбіркові матчі грали просто неба на футбольному стадіоні. «Синтез» домагається виходу з групи і в підсумку посідає п'яте місце.

### Чемпіонат СРСР
У 1990 році «Синтез» бере участь в першому чемпіонаті СРСР з футзалу. У турнірі бере участь 16 команд, а матчі проходять в трьох українських містах: Світловодську, Жовтих Водах та Кременчуці. Перший тур команда розпочинає невдало, програвши перші два матчі, зігравши внічию в другому і лише потім здобувши дві перемоги. Другий тур робить «Синтез» реальним претендентом на нагороди: перші чотири матчі команда виграє, а в останньому — проти дніпропетровського «Механізатора» — програючи по ходу матчу 0:2, домагається нічийного результату. Останній тур проходить в Кременчуці, і команда виграє чотири з п'яти матчів, набравши таким чином 23 очки й посівши третє місце в чемпіонаті СРСР. Бронзові медалі і дипломи чемпіонату СРСР у складі «Синтезу» завойовують Юрій Негода, Сергій Шаманський, В'ячеслав Сідненко, Андрій Ждан, Григорій Чичиков, Володимир Ульянов, Юрій Палієнко, Сергій Дружко, Михайло Бєлих та Валерій Зубенко. Тренер команди — Іван Шепеленко. 
Третій тур чемпіонату країни 15 вересня 1990 року в Кременчуці проходить матч між збірною ветеранів футболу Росії, а також збірної СРСР з футзалу, складеної з учасників турніру. Матч на «скороченому» полі завершується впевненою перемогою футзалістів з рахунком 9:2. До числа переможців входять польові гравці «Синтезу» Юрій Палієнко, Сергій Дружко і Михайло Бєлих, воротар Валерій Зубенко, а також помічник головного тренера збірної тренер «Синтезу» Іван Шепеленко.
Другий чемпіонат СРСР з футзалу «Синтез» завершує на дев'ятому місці серед шістнадцяти команд.

### Чемпіонат та кубок України
З 10 по 13 жовтня 1990 року «Синтез» бере участь в першому розіграші Кубку України з футзалу, який проходив у Дніпропетровську, однак не виходить у півфінал.
Після розпаду СРСР з команди йде головний тренер Іван Шепеленко, який став президентом ФК «Нафтохімік». Команда поступово втрачає вагу та показує найгірші результати. Чемпіонат України з футзалу 1992 року «Синтез» завершує на одинадцятому місці серед тринадцяти команд. Після закриття підприємства, яке представляв «Синтез», команда припиняє існування. Її правонаступником стає МФК КрАЗ, згодом перейменований у «Політехнік». Команда незмінно виступає у вищій лізі, а в 1994 році Кременчук в чемпіонаті України представляє навіть дві команди — КрАЗ та «Водеяр». Останнім сезоном для кременчуцької команди стає чемпіонат 2002/03 років, коли відігравши одне коле «Політехнік» вибуває з турніру.
У 1997 році колишні гравці «Синтезу» Чичиков, Зубенко, Палієнко, Дружко та Шаманський в складі команди «Нафтотранс», яка представляла Кременчук, стають першими володарями Кубку країни з футзалу серед ветеранів.

## Клубні кольори та форма
| Синій | Білий |

Гравці клубу зазвичай проводили домашні матчі в блакитній формі.

## Досягнення
- Чемпіонат СРСР з футзалу
  -  Бронзовий призер (1): 1990

- Кубок Полтавської області
  -  Володар (1): 1989

- Екстра-ліга
  - 11-те місце (1): 1992

## Стуктура клубу

### Зала
Свої домашні матчі «Водеяр» проводив у кременчуцькому залі СК «Політехнік», який вміщує 500 сидячих місць.

### Спонсори
- Завод з виробництва білково-вітамінних концентратів у Жовтих Водах

## Відомі тренери
- Іван Шепеленко (1989–1992)